# Vildfarelser
|  | Denne artikel er oprettet af botten PalnaBot ud fra en ekstern database. Den kan derfor have sproglige fejl eller mangler. Denne skabelon kan fjernes efter kontrol af indholdet. |

Vildfarelser er en kortfilm fra 1997 instrueret af Peter Schønau Fog efter manuskript af Ian Helstrup.

## Handling
Efterårstung havgus ind fra Vesterhavet. Det var jo meningen, at det skulle have været en hyggelig ferie. Men alligevel gjorde hun alt for at terrorisere kæresten og vennerne. Hvad fanden var hun ude på? De forsøgte at lade som ingenting, det var ikke..